# Keys to the Kingdom
«Keys to the Kingdom»  —en español: «Llaves del reino»— es una canción de la banda de rock estadounidense Linkin Park de su sexto álbum de estudio, The Hunting Party. Es la pista de apertura del álbum y entró en la lista de UK Rock en el número 33, aunque no fue lanzado como single. La canción fue escrita por la banda y producida por el co-vocalista principal Mike Shinoda y el guitarrista principal Brad Delson.

## Composición
"Keys to the Kingdom" se explica en una vista previa del álbum como: "De buenas a primeras, esta pista tiene un ambiente punk de la vieja escuela con un nuevo toque. La batería apresurada y los riffs explosivos le agregan un elemento hardcore. El vocalista Chester Bennington desata melodías y el equilibrio de los versos de rap de Shinoda crea una combinación poderosa. Aunque la banda tocará en estadios en su próxima gira Carnivores, esta canción tiene una sensación underground que les daría la bienvenida a un lugar pequeño y destartalado en Brooklyn, NY". La canción continúa su salida en la segunda pista del álbum, "All for Nothing" con Page Hamilton de Helmet.

## Recepción
En una revisión pista por pista del álbum, Kenneth Partridge de Billboard destacó el "enfoque de vuelta a lo básico" de Linkin Park, la introducción de estilo hardcore punk y el sonido general de nu metal similar a sus primeros lanzamientos.

## Integrantes
- Chester Bennington: vocales.
- Mike Shinoda: voz principal y rap, guitarra rítmica, teclados.
- Brad Delson: guitarra solista, coros, programación.
- Dave "Phoenix" Farrell: bajo, coros.
- Joe Hahn: sampler, programación.
- Rob Bourdon: batería, percusión.

## Posiciones
| Lista (2014)                      | Posición |
| --------------------------------- | -------- |
| UK Rock (Official Charts Company) | 33       |